# Stičnost
Stičnost ločila pomeni v jezikoslovju, kako je ločilo približano besedi (njenemu delu) na levi, desni ali na obeh straneh. Ločila so:
- po navadi levostična (npr. vejica, pika, klicaj, vprašaj),
- redkeje desnostična (npr. prvi narekovaj),
- še redkeje pa nestična (npr. večinoma pomišljaj).[3]
- lahko so tudi obojestransko stična (npr. opuščaj – dekl'ca, vezaj – 60-letnica, poševnica – iskati/poiskati, predložni pomišljaj – proga Ljubljana–Trst[4])